# 岐阜市北東部コミュニティセンター
岐阜北東部コミュニティセンター（ぎふしほくとうぶコミュニティセンター）とは、岐阜県岐阜市にある公共施設。
岐阜市北東部の住民の交流の場として設置されている。北東部ふれあい保健センター、岐阜市北部事務所三輪連絡所、岐阜北消防署三輪分署を併設し、行政の出先機関、消防の役割もある。2004年（平成16年）開館。

## 担当地域
- 藍川
- 三輪南
- 三輪北

## 主な施設
- 集会室
- 教養娯楽室
- 会議室
- 防災会議室
- 多目的室
- 音楽室
- 料理教室 など

## 公共交通機関
- 岐阜バス
  - 加野団地線「福富口」バス停下車、徒歩約3分
    - 名鉄岐阜のりば（名鉄岐阜駅西）4番のりば「三輪釈迦」行き
    - JR岐阜駅バスターミナル（岐阜駅北）13番のりば「三輪釈迦」行き
- みわっこバス「北東部コミュニティセンター」バス停下車
- あいあいバス「北東部コミュニティセンター」バス停下車